# Chris Jolles
Christine Susan (Chris) Jolles (Enschede, 23 november 1963) is een Nederlands actrice en kok.

## Biografie
Jolles is lid van het patricische geslacht Jolles en studeerde af aan de toneelschool in Arnhem. Ze speelde vervolgens in diverse theaterproducties, waaronder De Markiezin van Arcis, De jongen in de bus, Kinderscènes, Een roos is een roos is een roos, De feestwinkel en Petrov. In 1989 maakte ze haar filmdebuut in de film Ongedaan gedaan van Frans van de Staak.
In 1994 kreeg ze landelijke bekendheid door haar rol als Dian Alberts in Goede tijden, slechte tijden. In 1996 verliet ze voor een paar maanden de serie in verband met haar zwangerschap. In datzelfde jaar beviel ze van een dochter. Haar rol werd tijdelijk overgenomen door Lotte van Dam, die eerder de rol van Dian speelde. In 1999 werd ze uit de serie geschreven. Ze beviel datzelfde jaar van een zoon.
Jolles stapte hierop over naar Onderweg naar morgen, waar ze tussen 2000 en 2003 de rol van Luciel Starrenburg op zich nam. Hierna is zij voornamelijk weer in het theater actief geweest. In 2005 keerde het personage Dian Alberts terug in Goede tijden, slechte tijden; dit keer nam Rixt Leddy de rol op zich.
Sinds 2010 is Jolles kok bij een cateringbedrijf in Ransdorp.
In 2019 was zij buschauffeur in Drenthe, Friesland en Groningen.

## Filmografie
- Ongedaan gedaan (1989) - Diane
- 12 steden, 13 ongelukken (1997; Wat een dag) - Gerda den Brock
- Goede tijden, slechte tijden (1994-1999) - Dian Alberts
- Baantjer (2000; De Cock en de moord op grote hoogte) - Diane
- Onderweg naar morgen (2000-2003) - Luciel Starrenburg
- Missie Warmoesstraat (2004; Schuld) - Majanka Vederhof

## Nasynchronisatie
- Fred en de Flessenfiets (1998) - Cleo de Meeuw